# Brigitte Latrille-Gaudin
Brigitte Latrille-Gaudin oder Brigitte Gaudin (* 15. April 1958 in Bordeaux) ist eine ehemalige französische Florettfechterin.

## Erfolge
Brigitte Latrille-Gaudin gehörte zur französischen Mannschaft bei den Olympischen Spielen 1976 in Montreal, 1980 in Moskau, 1984 in Los Angeles und 1988 in Seoul. 1976 erreichte sie mit dieser in der Mannschaftskonkurrenz ungeschlagen das Finale um die Goldmedaille, das die Sowjetunion mit 9:2 gewann, sodass Latrille-Gaudin gemeinsam mit Brigitte Gapais-Dumont, Claudette Herbster-Josland, Christine Muzio und Véronique Trinquet die Silbermedaille gewann. Auch 1980 zog sie ohne Niederlage mit der französischen Equipe ins Finale gegen die Sowjetunion ein und setzte sich dieses Mal mit 9:6 durch. Gemeinsam mit Isabelle Boéri-Bégard, Christine Muzio, Véronique Brouquier und Pascale Trinquet wurde sie somit Olympiasiegerin. Bei den Spielen 1984 unterlag sie mit der Mannschaft zwar im Halbfinale Rumänien, sicherte sich gegen Italien im letzten Gefecht aber die Bronzemedaille. 1988 verpasste sie als Siebte im Mannschaftswettbewerb einen weiteren Medaillengewinn. In den Einzelwettkämpfen belegte sie 1976 Rang 21, 1980 Rang fünf, 1984 Rang acht und 1988 Rang 26.
Neben dem Fechten arbeitete Latrille-Gaudin als Flugbegleiterin. 1993 kaufte sie eine Firma, die Blutegel zu medizinischen Zwecken züchtet und vertreibt.